# San Francisco 1985
Pour plus de détails, voir Fiche technique et Distribution.
San Francisco 1985 (Test) est un film américain réalisé par Chris Mason Johnson et sorti en 2013.
Il est présenté en avant-première mondiale au Festival international du film de Seattle 2013.

## Synopsis
La vie d'un jeune danseur homosexuel à San Francisco en 1985.

## Fiche technique
Sauf indication contraire, les informations mentionnées dans cette section peuvent être confirmées par la base de données cinématographiques IMDb,  présente dans la section « Liens externes ».
- Titre original : Test
- Titre français : San Francisco 1985
- Réalisation et scénario : Chris Mason Johnson
- Musique : Ceiri Torjussen
- Direction artistique : Rollin Hunt
- Décors : Aimee Goguen et Alexa Loftus
- Costumes : Kristen McCullough
- Montage : Christopher Branca, Chris Mason Johnson et Adam Raponi
- Photographie : Daniel Marks
- Production : Chris Mason Johnson et Chris Martin
  - Production déléguée : Elizabeth Pang Fullerton, Jenni Olson et Ian Reinhard
  - Production associée : Abigail Hunter, Mark McCormick, Maia Rosal et Garen Scribner
  - Coproduction : Timothy Gonyon et Nelson Gonzalez
- Sociétés de production : Gloss Studio et Serious Productions
- Sociétés de distribution : Wolfe Releasing (États-Unis) ; KMBO (France)
- Pays de production :  États-Unis
- Langue originale : anglais
- Format : couleur — 1,78:1 ; 16/9 HD — son stereo
- Durée : 89 minutes
- Genre : drame, historique, romance
- Dates de sortie :
  - États-Unis : 7 juin 2013 (Festival international du film de Seattle)
  - France : 1er avril 2015

## Distribution
- Scott Marlowe : Frankie
- Matthew Risch : Todd
- Evan Boomer : Tyler
- Kevin Clarke : Bill
- Kristoffer Cusick (en) : Walt
- Rory Hohenstein : Tommy
- Damon K. Sperber : Dr Corbett
- Myles Thatcher : Sam
- Katherine Wells : Molly
- Sergio Benvindo : Sergio
- Madison Keesler : Jennifer
- Andre Mathieu : Cabbie
- James Sofranko : David

## Production

### Développement
San Francisco 1985 est le deuxième long métrage de Chris Mason Johnson, en tant que scénariste et réalisateur, lui-même danseur.

### Tournage
Le tournage a lieu à San Francisco, en Californie, notamment dans le studio de Joe Goode Annex.

### Musique
La musique est composée par Ceiri Torjussen qui a su partager sa partition de synthé rétro des années 1980, après avoir visité la scène de danse.
Liste de pistes
1. Dawn (1:11)
2. Big Smile (2:53)
3. XXX Dance (5:47)
4. Enoesque (3:06)
5. Feeling Softly (1:41)
6. Hawaiian Ohio (2:23)
7. Star Dancer (1:04)
8. After BJ (1:11)
9. Anonymous Anxiety (0:41)
10. Tripped Out (2:47)
11. Hello Dawn (2:08)
12. Goodbye Dawn (2:29)
13. Bad Dream (2:59)
14. Hello Sunrise (2:24)
15. Massage (0:45)
16. Weily Waltz (2:43)

## Accueil

### Festivals et sorties
San Francisco 1985 sort en avant-première mondiale, le 7 juin 2013, au Festival international du film de Seattle.
En France, il est présenté dans l'après-midi du 14 juin 2014 au Festival du film des Champs-Élysées, puis au début de la soirée du 28 novembre au Paris Gay and Lesbian Film Festival.

### Box-office
Les premières ventes hebdomadaires au box-office s'élèvent en moyenne à 1 228 de dollars par salles. Au bout de la cinquième semaine, il totalise 18 823 de dollars.
En France, durant les avant-premières nationales, 251 spectateurs ont assisté à ce long métrage, entre le 26 mars et le 2 avril 2014. Une semaine après sa sortie dans les salles, il compte 1 933 spectateurs et, au bout de six semaines, il totalise 4 237 spectateurs en cumul.

### Accueil critique

#### États-Unis
Sur le site Rotten Tomatoes, il donne 82 %, dont 22 critiques positifs, avec une note moyenne de 6.8⁄10. Sur Metacritic, il mentionne 70⁄100, basé sur 7 critiques qui sont « généralement favorables ».
Clayton Dillard de Slant Magazine applaudit le film qui « gère merveilleusement un humanisme pleinement formé sans sentimentalité ». Stephen Holden du journal The New York Times souligne que « M. Marlowe, dans le rôle de Frankie, livre une performance calme et émouvante d'une telle subtilité et véracité que nous avons presque l'impression de vivre sa vie ».

#### France
Selon le site Allociné, sa note moyenne donne 3.6⁄5 pour 119 notes, dont 16 critiques des spectateurs.
Frédéric Strauss du magazine Télérama signale que « le propos est trop simple, les scènes de danse sont trop longues. Ça n'empêche pas ce film de Chris Mason Johnson d'émouvoir ».
Isabelle Regnier du journal Le Monde semble être déçue du fait que le film « se concentre moins sur les ravages physiques de la maladie que sur les effets induits par la menace qu'elle représentait et la peur panique qu'elle suscitait alors ».

## Distinctions

### Nominations et sélections
- Festival international du film de Seattle 2013 : sélection « New American Cinema »
- Festival international du film de Palm Springs 2014 : sélection « The Gay! »
- Berlinale 2014 : sélection « Panorama »
- Film Independent's Spirit Awards 2015 : John Cassavetes Award